# Daniel Iffla Osiris
Daniel Iffla dit Osiris, né le 23 juillet 1825 à Bordeaux et mort le 5 février 1907 à Paris, est un financier et un mécène français.

## Biographie

### Jeunesse
Daniel Iffla est issu d'une famille modeste juive bordelaise d'origine marocaine, et ibérique. Son père Izaac (fils de Sara Fonsèque et de Daniel Iffla) né à Bordeaux en 1799, est commis marchand, et sa mère Léa (fille de Rachel Atias et de David Cardoso d'Urbino) née aussi à Bordeaux en 1797, se sont mariés en 1823. Le petit Daniel vient au monde en 1825 et tient son prénom de son grand-père paternel, né à Bordeaux en 1773 et cultivateur habitant à la Martinique à la naissance de son petit-fils.  
Daniel Iffla fréquente l’école israélite de Bordeaux jusqu’à l’âge de 14 ans puis il « monte » en 1839 à la capitale pour poursuivre ses études au lycée Turgot de Paris jusqu'en 1842. Il les quitte assez rapidement pour entrer dans la vie active à 17 ans en tant que  grouillot auprès de l'agent de change Moreau.
Observateur éclairé, il s'inspire des financiers séfarades et dès lors, son ascension est fulgurante. Daniel Iffla travaille dans la société bancaire de Jules Mirès et Moïse Polydore Millaud à Paris et fait fortune dans la banque à travers des opérations d'investissement boursières et immobilières.
Il investit dans les chemins de fer espagnols, ce qui lui vaut d'être décoré de l'ordre d'Isabelle la Catholique.

#### Noms
Son nom « Iffla » dériverait de l’arabe falaha qui signifie « réussir » et se traduit par « il réussira ».

Il aurait pris le patronyme d'« Osiris » officiellement en 1861, après avoir été associé à une faillite retentissante - le règne de l'ancien dieu égyptien Osiris étant communément qualifié de « bienfaisant et civilisateur ».

« Il s'appelait Daniel Iffla mais, par décret impérial, avait ajouté  "Osiris" à son patronyme (...). À la Bourse, il était connu de tous simplement comme Osiris. Rue La Bruyère où il possédait cinq hôtels particuliers dont celui où il vivait, on lui donnait avec respect et sympathie du Monsieur Osiris (...). Il était le prototype du mécène moderne doublé d'un homme d'œuvres (...). Son obsession philanthropique  procédait à la fois de la tradition juive de la tsedaka (charité), des valeurs républicaines et de l'irrépressible désir d'étaler sa fortune (...). Il fera édifier une statue en l'honneur de Jeanne d'Arc à Nancy, constituera une impressionnante collection de reliques napoléoniennes, léguera une fortune à l'Institut Pasteur, rachètera le domaine de La Tour Blanche (Sauternes) à Bommes, et offrira la Malmaison à l'État à condition qu'on y poursuive le retour du mobilier d'origine et qu'un Pavillon Osiris y présente en permanence sa collection. »

### Vie de mécène et de philanthrope
Daniel Iffla Osiris se consacra au mécénat après la mort en 1855 de son épouse chrétienne, Léonie Carlier, un an après qu'elle lui eut donné deux enfants qui ne survécurent pas à leur naissance. Plus tard, il voulut que son caveau fut installé à la limite des cimetières juif et chrétien, afin d'être à côté de Léonie et batailla une trentaine d'années pour obtenir gain de cause auprès des autorités. Selon sa secrétaire, il laissa toute sa vie intacte la chambre de son épouse regrettée. A son décès, il a 30 ans et ne se remariera pas.

Il quitte ainsi totalement le monde de la finance en 1860 pour verser dans les milieux artistiques, littéraires et scientifiques qu'il encouragera même après sa mort. Osiris devient un philanthrope moderne et un bâtisseur d'œuvres. Sa générosité s'appuie sur la tradition juive de la tsedaka (qui signifie « justice, droiture » s'exprimant à travers la « charité ») et la volonté d'apporter voire de rendre à son pays ce qu'il lui a offert..

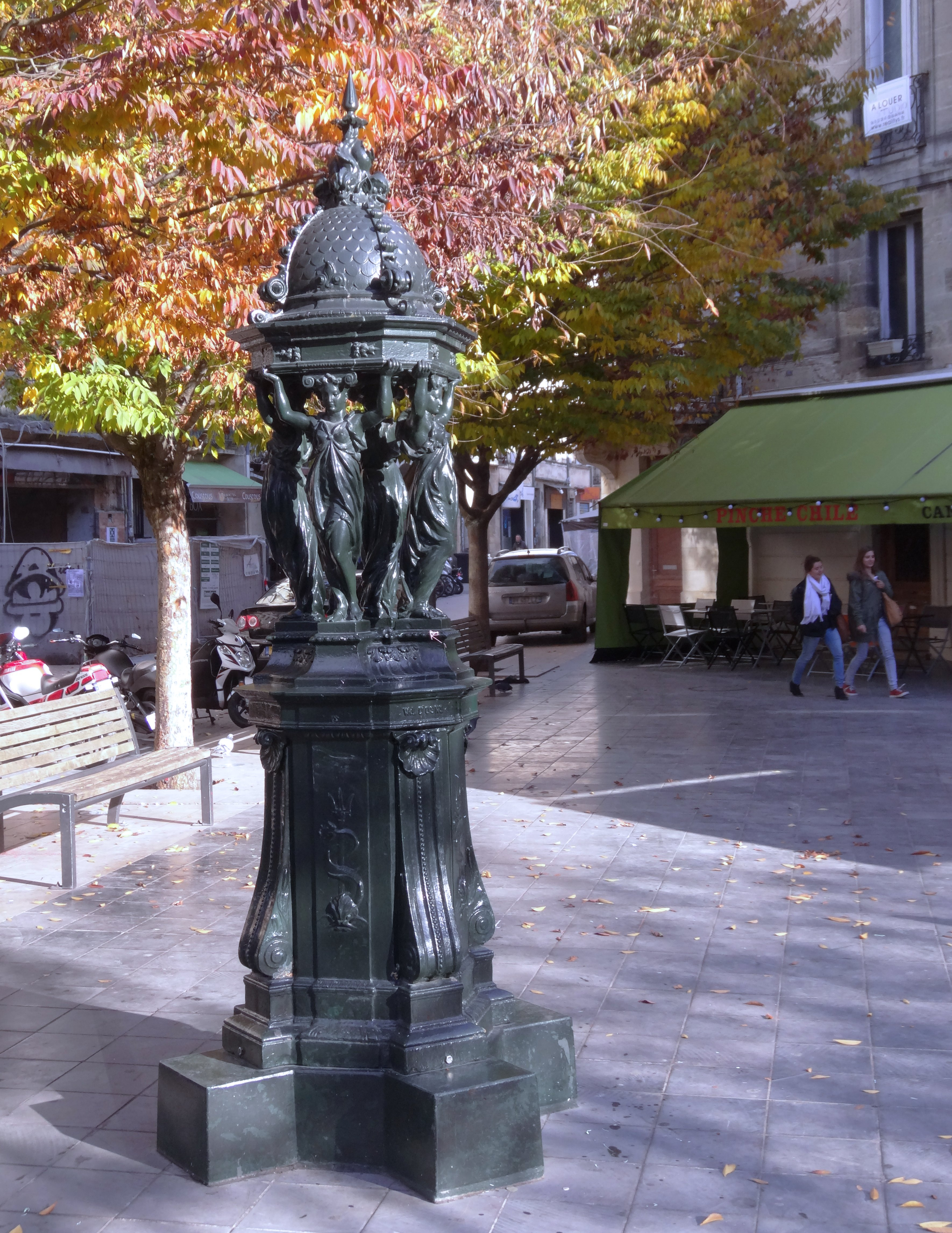
L'une des fontaines Wallace offertes à Bordeaux par Osiris.

Aussi, à l'ouverture des hostilités avec l'Allemagne en 1870, envoie-t-il 10 000 francs au ministre de la Guerre, au bénéfice des veuves et des orphelins. Et pendant le siège de Paris, il met « toutes ses maisons de la rue La Bruyère à la disposition du maire du 9e arrondissement pour y installer des cantines et des asiles pour les réfugiés ». Il fait partie dans ce même arrondissement du comité du réfectoire populaire qui vient en aide aux nécessiteux.

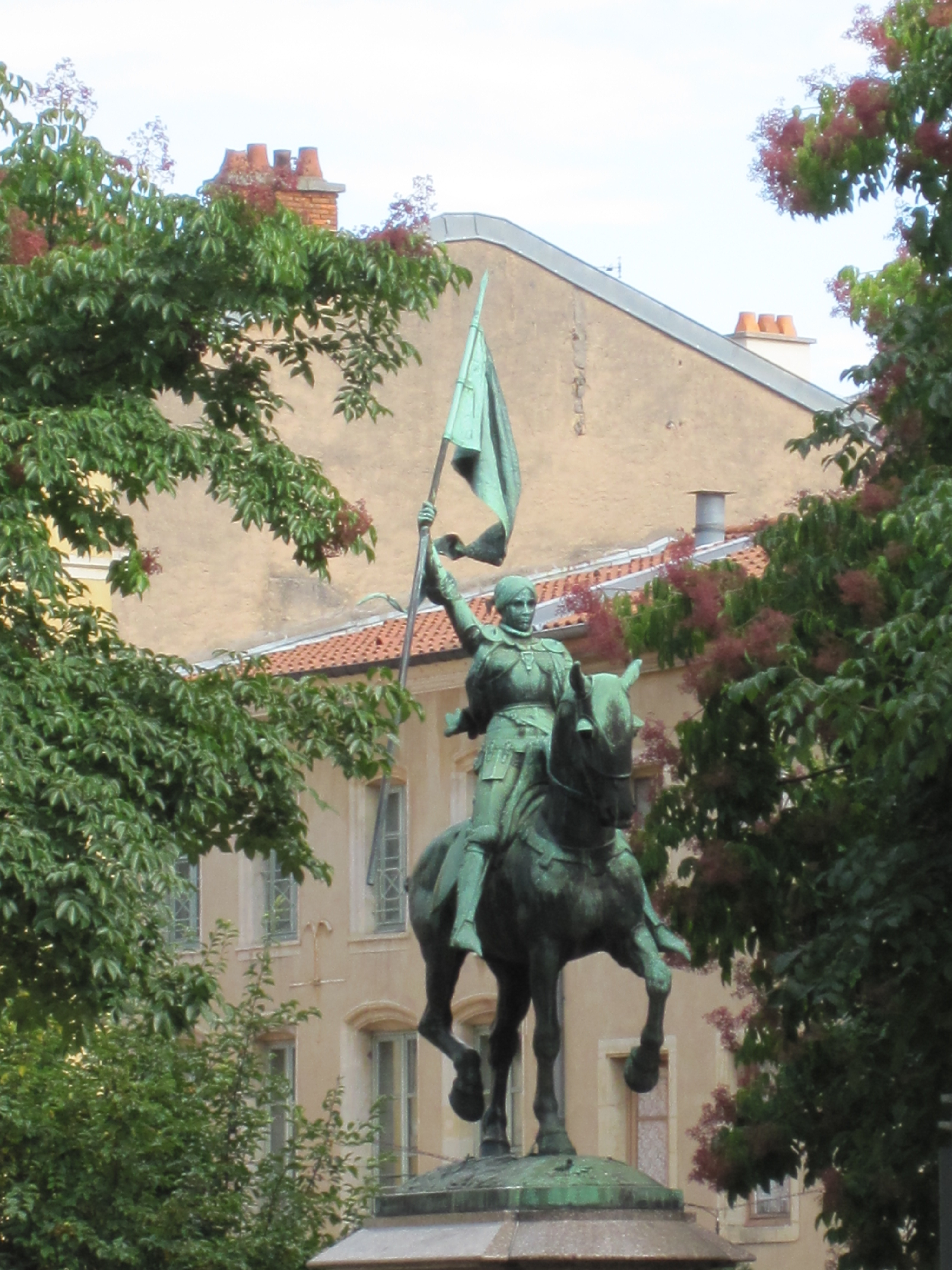
Statue équestre de Jeanne d'Arc réalisée par E. Frémiet en 1889, offerte à Nancy par D. Osiris Iffla. Photo M. Baronnet.

Ainsi, il entreprend la restauration de nombreux monuments et de tombes à la mémoire de figures historiques qu'il admire. Il offre à sa ville natale de Bordeaux une série de six fontaines publiques Wallace et fournit même une liste d'emplacements où il voulait qu'elles soient installées. A Nancy en 1889, il offre une reproduction de la Jeanne d'Arc équestre de Paris du sculpteur Emmanuel Frémiet, et exécutée par ce même Frémiet qu'il admirait beaucoup ; elle trône place Lafayette. Dans cette même ville, il fait aussi construire un « institut sérothérapique » et une crèche.
Au Syndicat de la presse parisienne, il offre plusieurs prix accordés pour des œuvres remarquables comme celle aux Expositions universelles. A l'hôpital de la Salpétrière à Paris, il fait installer un pavillon opératoire chirurgical.
Passionné par Napoléon Ier et « en souvenir du siège de Toulon auquel son grand'père avait participé » auprès de l'empereur, Osiris fait ériger un monument à Waterloo à la mémoire des grenadiers de la Garde impériale. Il achète aussi aux enchères en 1896, l'ancienne maison de campagne de Joséphine de Beauharnais et du général Bonaparte, le château de Malmaison proche de la ruine au domaine démembré, le sauvant ainsi de la démolition ; il le fait restaurer par Pierre Humbert, le remeuble avec passion et l'offre ensuite à l'État français en 1903, en léguant sa collection au musée qui vient d'y être créé, conformément à ses souhaits.

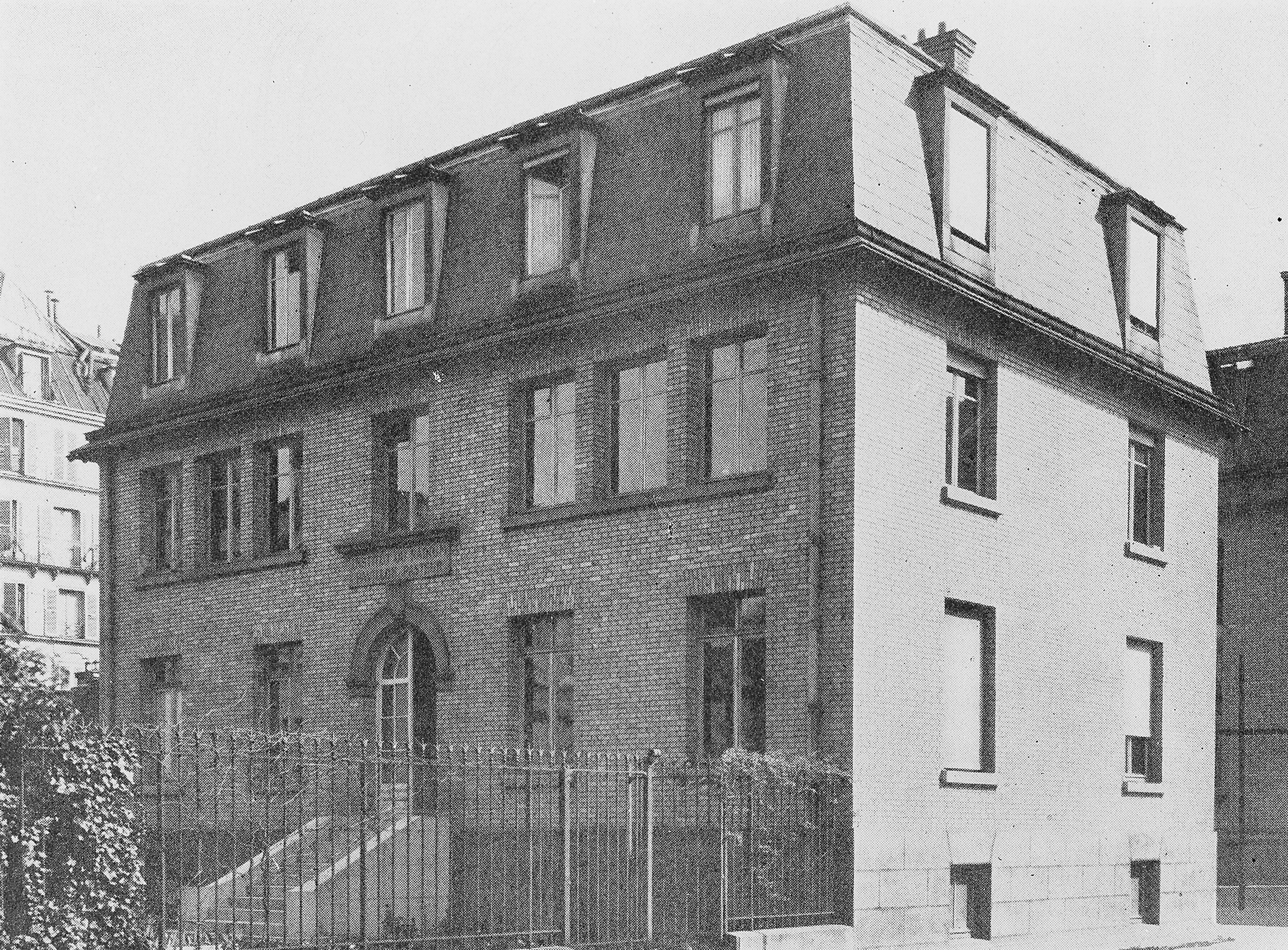
Laboratoire de radio-physiologie du pavillon Pasteur à l'Institut du Radium en partie financé par Osiris, devenu Institut Curie, Paris (1929).

Désapprouvant la conduite de ses nièces (dont l'une, la cantatrice Emma Moyse, épouse le banquier Sigismond Bardac puis Claude Debussy, après avoir été l'égérie et la maîtresse de Gabriel Fauré), Osiris lègue sa fortune à l'Institut Pasteur, pour un montant de 30 millions de francs - le legs le plus important de son histoire -, ainsi qu'à des institutions charitables. Sur la suggestion de la comtesse Greffulhe relayée par le député Denys Cochin, l'Institut Pasteur utilise cette somme en partie pour la création de l'Institut du Radium en 1914, où travaillera Marie Curie, et qui fusionnant avec la Fondation Curie en 1970, deviendra l'Institut Curie en 1978. Inversement, il aurait servi une rente annuelle de 20 000 francs à sa petite-nièce, l'actrice Charlotte Augustine Hortense Lejeune (1877-1956), dite Charlotte Lysès, qui devint en 1907 la première épouse et l'agent artistique de Sacha Guitry,.

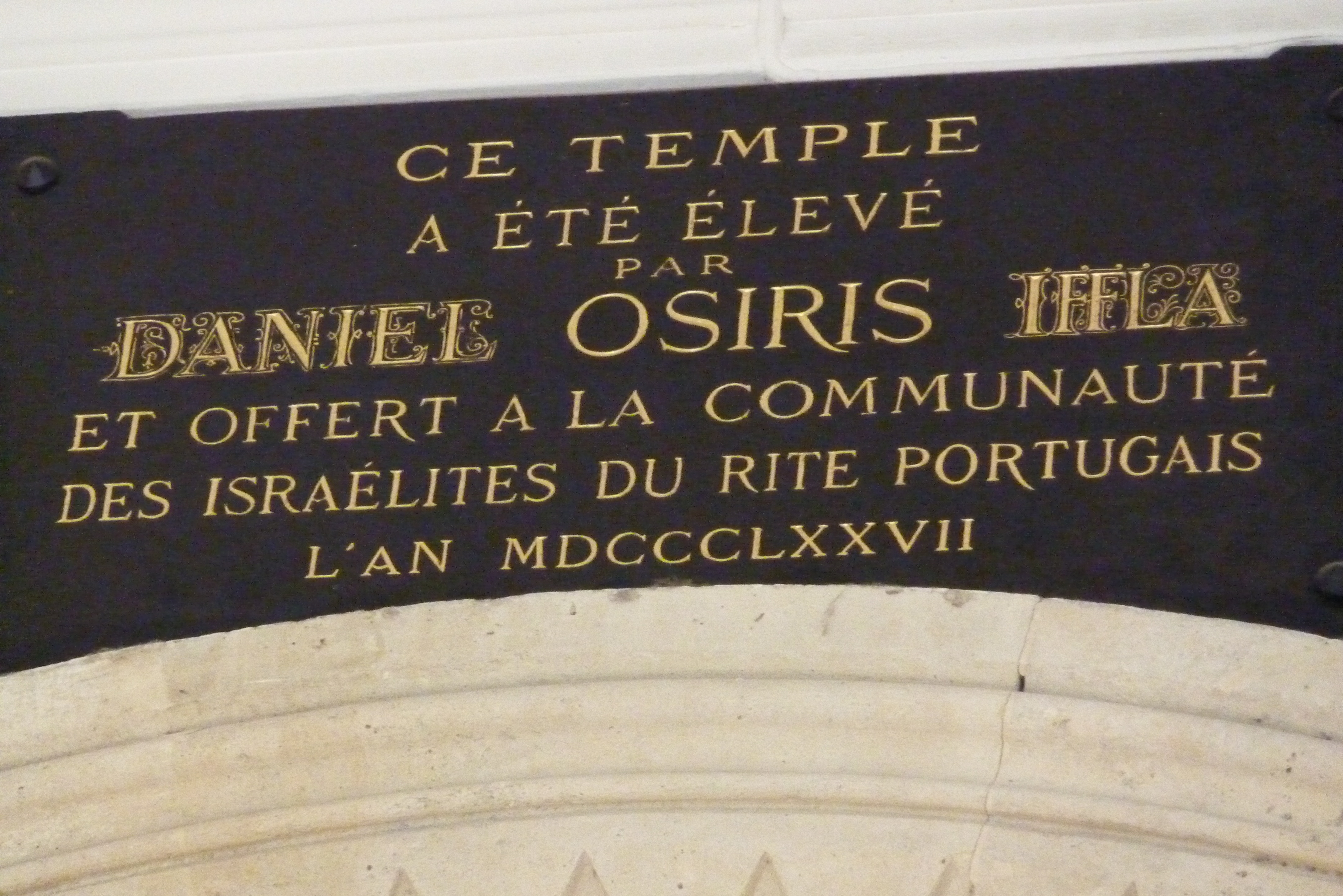
Plaque de la synagogue Buffault, Paris, 1877.

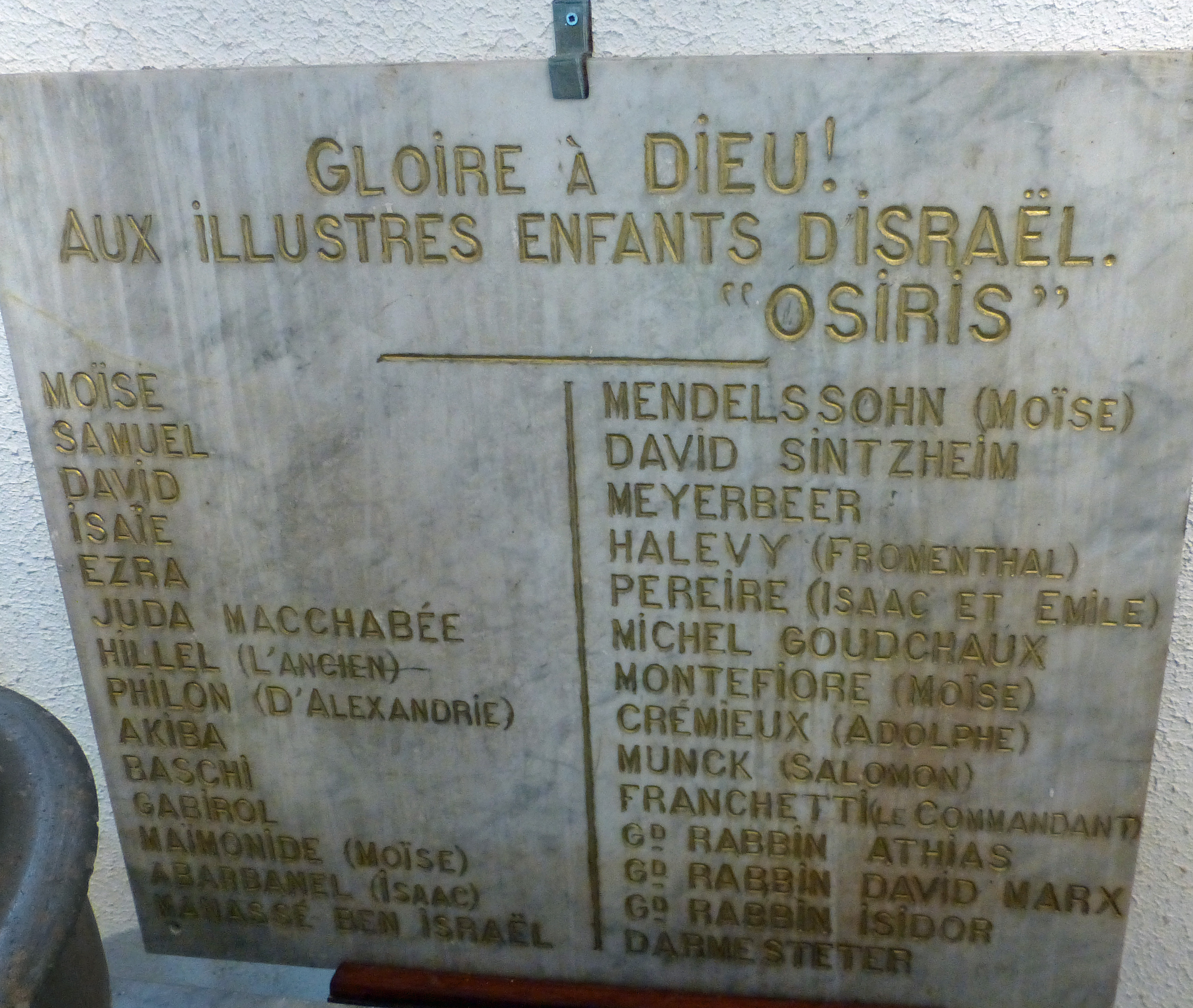
Sur le mur de l'ancienne synagogue (1902) de Bruyères (Vosges), devenue musée Henri-Mathieu.

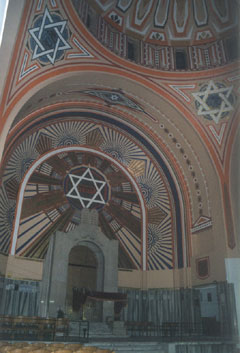
Intérieur, Grande synagogue de Tunis, Tunisie.

Iffla fait construire des synagogues à Paris, rue Buffault, à Arcachon (pour le mariage de sa nièce Emma Bardac (1862-1934)), à Bruyères (Vosges), à Tours, à Vincennes, à Tunis et à Lausanne en Suisse. Il se joint aux Pereire et Rothschild pour financer la reconstruction (après un incendie en 1873) de la Grande synagogue de Bordeaux qui s'achèvera en 1882. À Lausanne encore, en remerciement à la Suisse pour l'accueil fait à l'armée du général Charles Bourbaki en 1871, il offre une statue de Guillaume Tell (par le sculpteur Antonin Mercié) ainsi qu'une « chapelle de Tell », pavillon votif dans le goût régionaliste par l'architecte Georges Épitaux. Il fait également ériger la villa Alexandre Dumas dans la « ville d'hiver » d'Arcachon où il séjourne, initialement baptisée « villa Osiris ».
Amoureux de vins de qualité et de l'élégance, Osiris acquiert en 1876 à Bommes dans le Bordelais, le domaine du château de la Tour Blanche et s'y installe régulièrement à l'occasion des vendanges. Il en est suffisamment fier pour que sur l'entête de son papier à lettres courant figurent le dessin bucolique et le nom de sa propriété. Il lègue à sa mort le domaine à l’État français qui, suivant les volontés expresses de son testament, y installe en 1911 l'actuelle l'Ecole de viticulture et d'œnologie de la Tour Blanche, appartenant à la région Nouvelle-Aquitaine depuis 2010, et qui accueille des étudiants dans son lycée professionnel agricole, alors que le château produit des sauternes classés mais aussi un récent rosé de table nommé Horus.

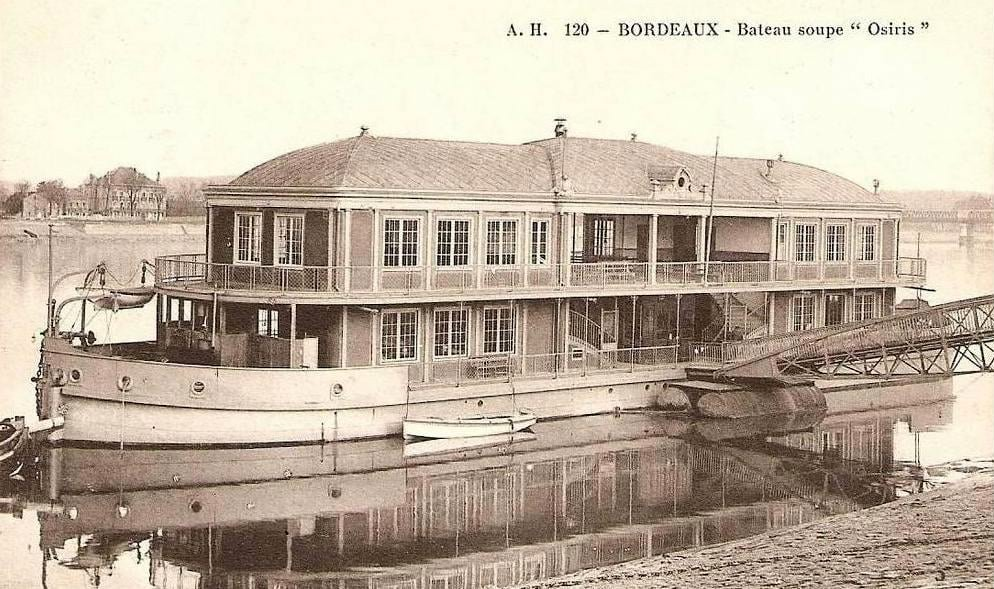
Bateau-soupe Osiris (v. 1914).

Daniel Osiris Iffla peut aussi être considéré comme le fondateur des premiers « restaurants du cœur » car il lègue à la Ville de Bordeaux - sa ville natale - 2 millions de francs pour, selon ses propres mots « y créer un asile de jour installé sur un bateau où seront reçus des ouvriers âgés et indigents des deux sexes, sans distinction de culte ». La raison de cet emplacement était de ne pas être tributaire des aléas immobiliers ou de problèmes de voisinage, afin que l’œuvre de bienfaisance s'inscrive dans le temps. Ce « bateau-soupe » fut construit et fonctionna après sa mort et sur ses deniers de 1913 à 1940. Outre plus d'une centaine de milliers de repas fournis chaque année aux nécessiteux bordelais, l'immense bateau abritait réfectoires, salles de repos, pavillons médicaux, entrepôts de vivres et de vêtements. Durant la Première Guerre mondiale, le bateau accueillit des soldats malades, des réfugiés, des orphelins mais durant la Seconde Guerre mondiale, il fut réquisitionné par les Nazis, qui le déplacèrent, comme poste de DCA, du quartier Bacalan (quai Sainte-Croix) jusqu'à Pauillac. Il sombra dans la Garonne en 1944.
Daniel Iffla Osiris est nommé chevalier en 1897 puis officier à l'Ordre national de la Légion d'Honneur en 1905, en reconnaissance de ses services à la Nation en tant que « fondateur de nombreuses œuvres philanthropiques et auteur de reconstitutions artistiques ».

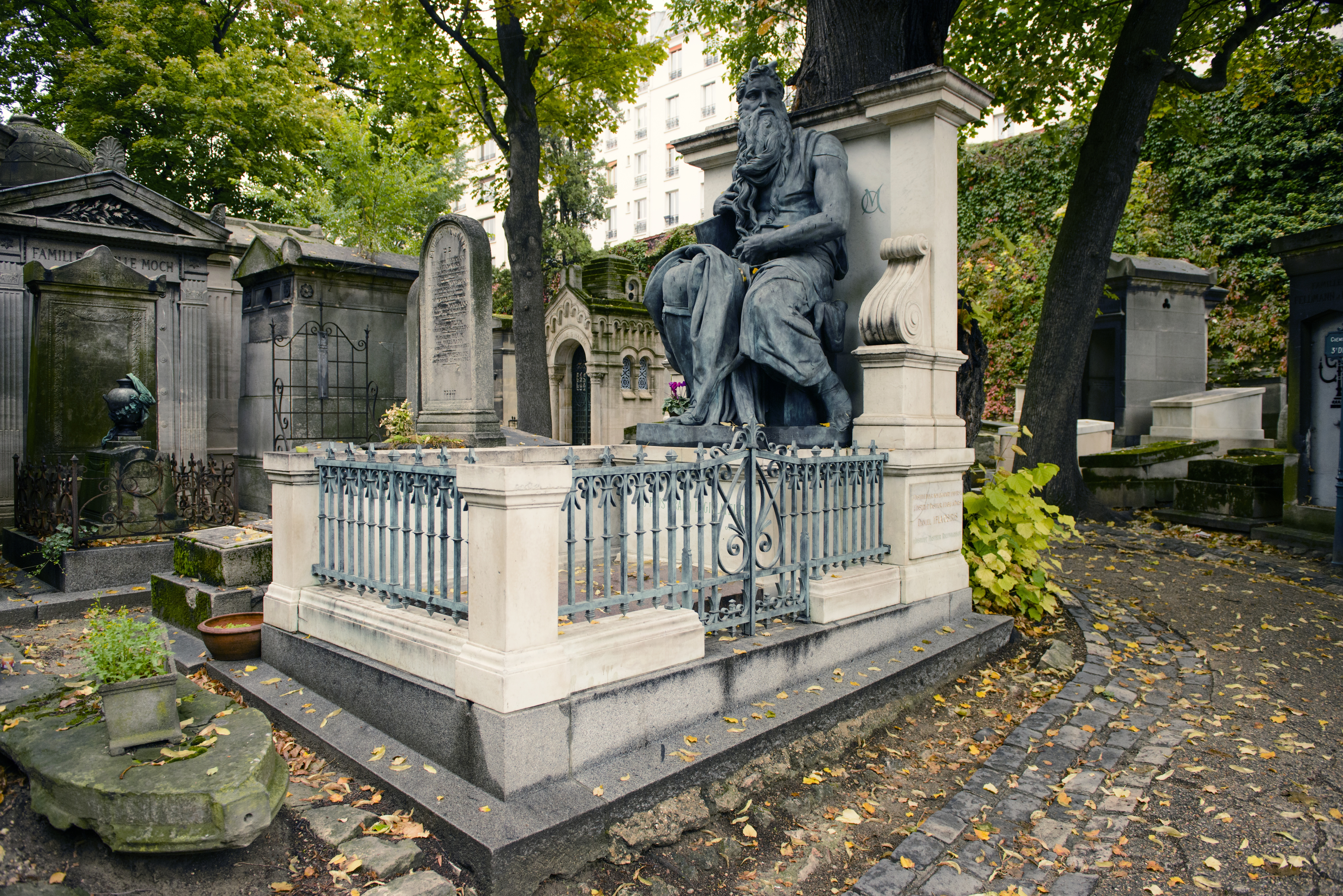
Tombe de Daniel Iffla au cimetière de Montmartre (division 3).

Très attaché au judaïsme comme ses bonnes œuvres n'ont cessé de le prouver, il s'accroche néanmoins avec les autorités religieuses juives qui repoussent certains de ses projets jugés quelquefois ostentatoires.

« Même dans sa judéité, il était excentrique (...) Il ne ratait pas une occasion de s'opposer au Consistoire israélite, qui dut lui interdire formellement de se faire aménager un caveau monumental. En revanche, quand les rabbins lui refusèrent de marier l'une de ses nièces dans une synagogue, il contourna le problème en en faisant construire une, juste pour l'occasion. »

Il meurt le 5 février 1907 à 81 ans. Sa tombe parisienne qu'il voulait en marbre blanc est surmontée d'une grande reproduction en bronze, due à Antonin Mercié, du Moïse de Michel-Ange (érigé dans la Basilique Saint-Pierre-aux-Liens), et se trouve au cimetière de Montmartre, division 3, chemin Halévy, à Paris, près de l'ancien carré chrétien pour être proche de son épouse défunte, ainsi qu'il le souhaitait. La tombe est entourée de plaques dédiées à de nombreux membres de sa famille qu’il avait initialement voulu allonger à côté de lui.

## Hommage tardif de l'État au mécène

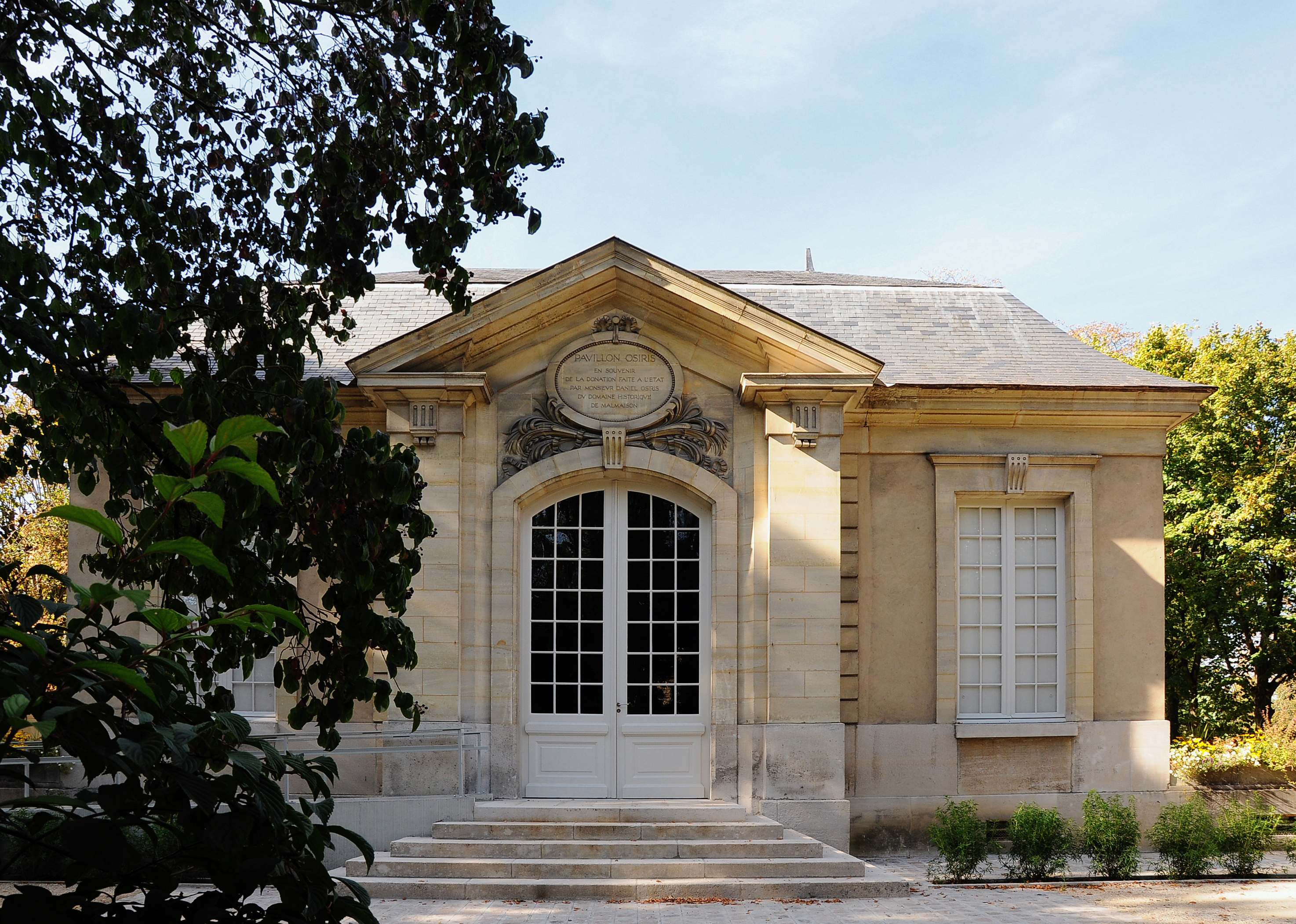
Pavillon Osiris dans le domaine du château de la Malmaison.

C'est en 1958 et à la demande du Grand rabbin qu'il est apposé une plaque commémorative pour perpétuer le souvenir de Daniel Iffla Osiris, dans le foyer d'accueil Leydet reconstruit grâce à l'indemnité de dommages de guerre obtenue par la ville de Bordeaux après la perte du bateau-soupe.
Le chantier de réouverture du Pavillon Osiris à Malmaison, financé par l'État, a duré de 2003 à 2011 ; y est désormais présentée la quasi-intégralité de la collection personnelle du mécène dans son salon et son bureau reconstitués.
« En 1898, il avait prévu de laisser une somme d'argent pour construire un petit pavillon à l'entrée du domaine de la Malmaison (qui) devait abriter la collection de son hôtel particulier de la rue La Bruyère, à Paris (...) cette seconde donation a été acceptée en 1912, le pavillon ne sera ouvert qu'en 1924 et les collections rapidement remisées (...) Il n'aura pas été un collectionneur d'exception, versant plutôt dans l'éclectisme (...) L'accrochage met en valeur ce savoureux mélange bourgeois entre plats en faïence italienne, vases en cloisonné chinois, statuettes d'Osiris, mobilier XVIIIe, armes et portraits sculptés de grands hommes ou de célébrités de l'époque. La petite collection de peinture ne compte guère de grands noms, seul un Portrait de femme étant généreusement attribué à van Dyck. Les vedettes - Callot, Boucher ou Delacroix... - sont plutôt à rechercher du côté des dessins. »
En juin 2017, la Direction de l'urbanisme de la mairie de Paris rend hommage au mécène philanthrope et attribue son nom à l'emprise située entre les boulevards Haussmann et des Italiens dans le IXe arrondissement, désignée « place Daniel Iffla-Osiris », à la suite d'un souhait émis en 2012.
À Bordeaux, une rue située dans le quartier Bordeaux maritime (Bacalan), près des Bassins à flots, porte son nom.

## Sources